# Mercator Medical
Mercator Medical S.A. ist ein polnisches Unternehmen mit Sitz in Krakau, das sich mit der Herstellung von persönlicher Einweg-Schutzausrüstung für medizinische Zwecke und chirurgische Vorgänge (medizinische Handschuhe, medizinische Einweggeräte, Verbände und Schutzprodukte aus Vliesstoff) beschäftigt.
Der Schwerpunkt liegt in der Produktion von medizinischen, latexhaltigen, synthetischen, chirurgischen, diagnostischen, sterilen, Untersuchungs-, Schutz- und Haushaltshandschuhen.
Mercator verfügt über zwei Produktionsstätten von Schutzhandschuhen in Thailand. Die gesamte Produktionskapazität umfasst 3 Mrd. Handschuhe jährlich.
Die Mercator Medical Group umfasst die folgenden Unternehmen: die polnische Muttergesellschaft Mercator Medical S.A. und ihre Tochtergesellschaften (Auswahl): Mercator Medical TOV in der Ukraine, Mercator Medical s.r.l. in Rumänien, Mercator Medical s.r.o. in der Tschechischen Republik, Mercator Medical (Thailand) Ltd. in Thailand und Mercator Medical K.F.T. in Ungarn.
Die Produkte werden in 70 Ländern vertrieben. Mercator Medical hat nach eigenen Angaben einen Weltmarktanteil von 2 %.
Mercator Medical wird an der Warschauer Wertpapierbörse gehandelt und ist in deren Leitindex WIG30 notiert. Bis zum 29. Januar 2025 war sie auch im Nebenwerteindex mWIG40 gelistet.

## Geschichte
Die Unternehmensgeschichte geht bis in das Jahr 1989 zurück, als Piotr und Wiesław Żyznowski die Handelsfirma „Mercator“ Żyznowski i Spółka, Spółka Jawna [entspricht der deutschen OHG] gründeten.
Im Jahre 1996 wurde in Krakau das Unternehmen Mercator Medical S.A. gegründet, das sich auf den Vertrieb von medizinischen Einweghandschuhen spezialisiert hatte. 2003 beginnt der Verkauf der Produkte im europäischen Ausland, zunächst in Mittel- und Osteuropa.
2005 erfolgte die Gründung von Mercator Medical TOV in der Ukraine und einer Niederlassung in Ungarn. Beginn der Zusammenarbeit mit dem Unternehmen Ansell Healthcare, das auf die Produktion von chirurgischen Handschuhen spezialisiert war. 2006 wurde Mercator Medical s.r.l. in Rumänien gegründet. Einwegkleidung aus Vliesstoff wurde in die Produktpalette aufgenommen. Kauf von 50,4 % der Anteile an B-Care in Thailand, heute Mercator Medical (Thailand) Ltd. 2011 Gründung von Mercator Medical K.F.T. in Ungarn.
Am 21. November 2013 erfolgte der Börsengang des Unternehmens an der Warschauer Börse. 2014 begann der Ausbau der Fabrik für medizinische Einweghandschuhe in Thailand. 2016 erfolgte der Bau eines Betriebs zur Produktion von Vliesstoffen in Polen. Ein Jahr später wurde die Produktion aufgenommen. 2017 wurde eine Gesellschaft in Italien gegründet. 2018 begann der Verkauf der Produkte in Großbritannien.